# Speicher I (Bremen)

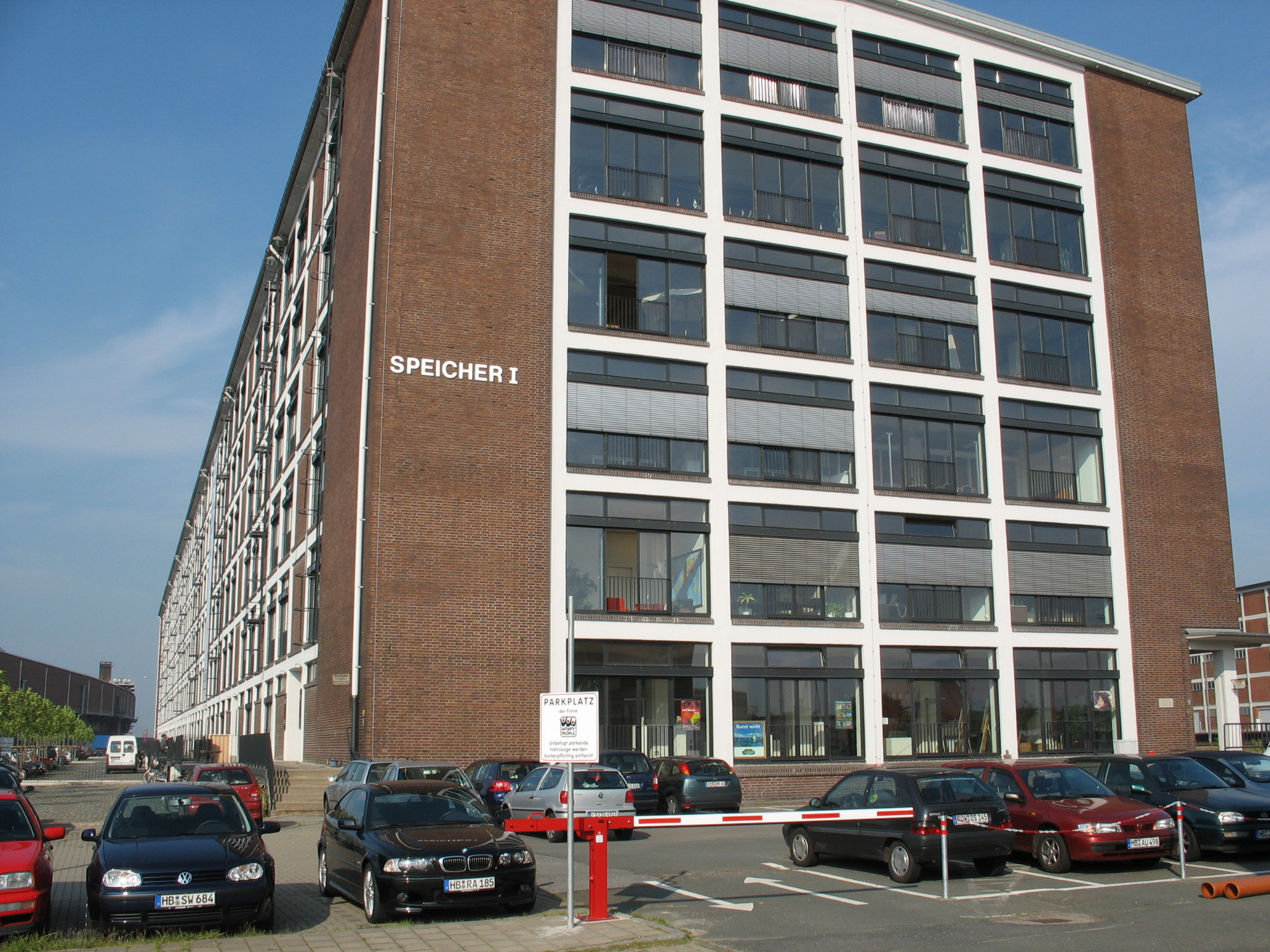
Speicher I (2006)

Der Speicher I in Bremen-Walle, Ortsteil Überseestadt, Konsul-Smidt-Straße 8b–j, gehört zu den bedeutenden Bremer Bauwerken.

Das Gebäude wurde 2006 als Bremer Kulturdenkmal unter Denkmalschutz gestellt. Beim Bremer Denkmalpflegepreis

## Geschichte
1888 wurde am Europahafen ein erster, großer, vier- bis sechsgeschossiger Schuppen errichtet, der im Zweiten Weltkrieg zerstört wurde.
Die Wiederherstellung der Funktionstüchtigkeit des Bremer Hafens war für die Hafenstadt sehr wichtig. Das neue Speichergebäude entstand auf der Fläche des früheren Speichers schon von 1948 bis 1950 nach Plänen der Architekten Max Säume und Günther Hafemann (Bremen) als erster Speicherneubau nach dem Krieg als siebengeschossiges, monumentales Bauwerk mit einem leicht geneigten Satteldach. Der schwierige Baugrund machte aufwändige Pfahlgründungen erforderlich. Der 226 Meter lange und 30 Meter breite Neubau hatte eine Lagerfläche von 36.000 m². Die Konstruktion bestand aus vorgespannten Stahlbeton-Fertigteilen. Architektonisch bestand das moderne, klar gegliederte Gebäude aus Rotstein mit einem ausgefachten, sichtbaren Stahlbetonraster, mit hoch liegenden Fensterbändern. Das Gebäude war in 16 Abteilungen gegliedert, welche durch Schwerlastaufzüge erreicht werden konnten. Beidseitig geführte Rampen sorgten für den Umschlag auf Bahn und LKW. 
Durch den Strukturwandel der Hafenwirtschaft in Bremen nahm die  Auslastung auch für das Gebäude ab und andere Nutzungen kamen in den 1990er Jahren ins Gespräch. Der Senat beschloss 2000 eine „Entwicklungskonzeption zur Umstrukturierung der Alten Hafenreviere in Bremen“ und bis 2003 entstand ein Masterplan Überseestadt. 2004 begannen die Initiatoren – die Firma Justus Grosse – mit der Projektentwicklung zur Umnutzung des Speichers I und erwarben 2005 das Grundstück. In kurzer Zeit konnte 2006 nach Plänen der Architektengruppe Hilmes und Lamprecht (Bremen) der Umbau erfolgen. Aus dem Warenspeicher wurde ein Gebäude für Büro- und Gewerbelofts. Der Charakter der großflächigen Nutzungseinheiten mit den alten Holzfußböden blieb erhalten. Die Belichtung erfolgte durch großformatige Stahl-Glaselemente.
Der Architekturführer Bremen schreibt dazu: „Die überraschend schnelle Neunutzung des kompletten Speicher I war ein wichtiger Impuls zur Entwicklung der Überseestadt.“ 2010 wurden die Architekten für ihre Arbeit am Speicher I mit einer Anerkennung geehrt.
Heute (2014) wird das Gebäude für Läden, Bürozwecke, Dienstleister, Lager und eine Gaststätte genutzt.